# Andrographis paniculata
Andrographis paniculata (conocida popularmente como chiretta verde) es la especie de una planta medicinal perteneciente a la familia de las acantáceas. Se trata de una planta herbácea que crece a la India y Sri Lanka. Se cultiva ampliamente en el sur de Asia, donde se utiliza para el tratamiento de algunas enfermedades infecciosas, por sus propiedades antibacterianas. Las hojas y las raíces se utilizan básicamente con fines medicinales en la medicina tradicional india o Ayurveda.[cita requerida]
Su principal componente bioactivo es el andrografólido o andrografolida, con fórmula química C20H30O5, un labdano diterpenoide.

## Descripción
Es una hierba anual erecta con sabor muy amargo. De hecho, en la India se conoce la planta con el nombre "Maha-Tita", literalmente "rey de los amargos", y en Malasia se le conoce como "Hempedu Bumi", que literalmente significa "la bilis de la tierra", ya que es una de las plantas más amargas de la medicina tradicional india.[cita requerida]

## Propiedades
Se emplea con fines medicinales como astringente, estomacal y alexifármaco y más recientemente se estudia como opción en el tratamiento de la fibrosis pulmonar.

### Medicina alternativa: COVID-19
En medio del brote pandémico de COVID-19 en diciembre del 2020 en Tailandia, el Ministerio de Salud de ese país aprobó el uso del extracto de la planta para un programa piloto y de tratamiento alternativo para las primeras etapas de la infección por coronavirus, para reducir la gravedad del brote y los costos del tratamiento. El tratamiento se aplicó inicialmente en cinco hospitales estatales de forma voluntaria para el grupo de edad de 18 a 60 años con síntomas leves y dentro de las 72 horas posteriores a la confirmación de las infecciones. El ministerio aseguró que el extracto de la planta puede frenar el virus y reducir la gravedad de la inflamación. Los ensayos en seres humanos mostraron que las condiciones de los pacientes mejoraron dentro de los tres días posteriores al tratamiento sin efectos secundarios si el medicamento se administra dentro del número de horas confirmadas de infección. La sustancia activa es Kalii Dehydrographolidi Succinas (succinato de dehidroandrografolide sódico de potasio).

## Taxonomía
Andrographis paniculata fue descrita por (Burm.f.) Wall. ex Nees, y se publicó en Plantae Asiaticae Rariores 3: 116. 1832.

### Sinonimia
- Justicia paniculata Burm.f. (basionym)[1]
- Andrographis paniculata var. glandulosa Trimen
- Justicia latebrosa Russell ex Wall.[11]